# 69295 Stecklum
69295 Stecklum este o planetă minoră (asteroid), cu un diametru de 8,294 km, din centura de asteroizi. A fost descoperită pe 2 octombrie 1991 la Tautenburg de Lutz D. Schmadel. 
Obiectul prezintă o orbită caracterizată de o semiaxă mare de 3,2257657822004 UAi, o excentricitate de 0,2, o înclinație de 14,2 ° în raport cu ecliptica.